# Садівські Дубини
Садівські Ду́бини — село в Україні, у Затурцівській сільській громаді Володимирського району Волинської області. Населення становить 67 осіб.

## Історія
Після ліквідації Локачинського району 19 липня 2020 року село увійшло до Володимир-Волинського району.

## Населення
Згідно з переписом УРСР 1989 року чисельність наявного населення села становила 92 особи, з яких 42 чоловіки та 50 жінок.
За переписом населення України 2001 року в селі мешкало 66 осіб.

### Мова
Розподіл населення за рідною мовою за даними перепису 2001 року:
| Мова       | Кількість | Відсоток |
| ---------- | --------- | -------- |
| українська | 64        | 95.52%   |
| російська  | 3         | 4.48%    |
| Усього     | 67        | 100%     |

## Відомі люди
- Бондач Іван Афанасійович — референт СБ Луцького надрайонного проводу ОУН, Лицар Бронзового хреста заслуги УПА. Загинув у селі.